# Головинское (Большесельский район)
В Ярославской области ещё четыре населённых пункта с таким названием.
Головинское — деревня в Благовещенском сельском поселении Большесельского района Ярославской области.

## Население
По данным статистического сборника «Сельские населенные пункты Ярославской области на 1 января 2007 года», в деревне Головинское не числится постоянных жителей.

## География
Деревня расположена на севере района, вблизи границы с Рыбинским районом, на левом берегу реки Черёмухи. Это последняя деревня Большесельского района вниз по левому берегу Черёмухи. На расстоянии 2 км к северу, вниз по течению стоит деревня Сельцо-Воскресенское, которая находится уже в Рыбинском районе. С юга к Головинскому непосредственно примыкает деревня Ильинское, а за ней на небольшом расстоянии находится село Елохово. Эти три поселения расположены на внешней стороне излучины Черёмухи, а на противоположном берегу внутри излучины стоит деревня Демидово. Все четыре поселения расположены на одном окружённом лесами поле, на котором есть ещё деревня Басалаево, стоящая в стороне от реки на расстоянии 1,5 ки к юго-западу от Головинского.